# Corazón Aquino
Corazón Aquino, teljes nevén María Corazón Sumúlong Cojuangco Aquino (Paniqui, 1933. január 25. – Makati, 2009. augusztus 1.) a Fülöp-szigetek 11. elnöke volt, az első nő ezen a poszton. Ő volt az első közvetlenül és demokratikusan választott női államfő Ázsiában. Fia, Benigno Aquino III, aki (1960–) 2010. június 30-ától 2016-ig a Fülöp-szigetek elnöke volt.
Leginkább arról ismert, hogy ő vezette az 1986-os forradalmat, amely megdöntötte Ferdinand Marcos tekintélyelvű rendszerét, és visszaállította a demokráciát a Fülöp-szigeteken. Ezért a szerepéért a Time magazin az év emberének választotta.
Férjét, Benigno Aquino szenátort és népszerű ellenzéki vezetőt, Ferdinand Marcos kíméletlen kritikusát 1983. augusztus 21-én, amerikai száműzetéséből való visszatérése után meggyilkolták.

## Fordítás
- Ez a szócikk részben vagy egészben a Corazon Aquino című angol Wikipédia-szócikk ezen változatának fordításán alapul.  Az eredeti cikk szerkesztőit annak laptörténete sorolja fel. Ez a jelzés csupán a megfogalmazás eredetét és a szerzői jogokat jelzi, nem szolgál a cikkben szereplő információk forrásmegjelöléseként.